# Biosinteza proteina
Biosinteza proteina je jedan od glavnih bioloških procesa unutar stanica kojim se stvaraju bjelančevine.
Prokariotske i eukatiotske stanice imaju sintetiziraju proteine na sličan način uz neke razlike:
- Prokarioti vrše transkripciju i translaciju u citoplazmi, dok se u eukariota transkripcija vrši u jezgri, a translacija u citoplazmi[1]

Postupak sinteze može se podijeliti u dvije faze: transkripciju i translaciju.
Postupak biosinteze proteina poštuje središnju dogmu molekularne biologije.
Nukleinske kiseline (molekule DNA i RNA) i proteini po prirodi su heteropolimeri, građeni su od više podjedinica. U nukleinskim kiselinama, podjedinice (monomeri) su nukleotidi, dok su proteinske podjedinice aminokiseline, koje tvore peptidni lanac koji postaje protein. Slijed nukleotida u dijelu molekule DNA određuje slijed aminokiselina u polipeptidu.
Nukleotid je građen od pet-ugljičnog šećera pentoze za koji su vezane fosfatna skupina i dušikova baza. Šećer može biti D-riboza (kod RNA) ili D-deoksiriboza (kod DNA). Fosfat je fosfoesterskom vezom spojen s 5'-ugljikom u šećeru, dok je baza vezana za 1'-ugljik. Baza može biti purinska ili pirimidinska. DNA sadrži purine adenin (A) i gvanin (G), te pirimidine citozin (C) i timin (T). RNA također sadrži adenin, gvanin i citozin, dok timin zamjenjuje pirimidinskom bazom uracil (U).
Molekula DNA sadrži dva komplementarna nukleotidna lanca. Svaki nukleotid jednog lanca uvijek je uparen sa svojim komplementom u drugom lancu: A-T i C-G (povezuje ih vodikova veza). Nukleotidi u jednome lancu međusobno su povezani kovalentnom fosfodiesterskom vezom koja se stvara između hidroksilne skupine na 3' ugljiku jednog nukleotida i fosfatnom skupinom na 5' ugljiku drugog nukleotida. Svaki nukleotidni lanac stoga ima dva kraja: 3' kraj i 5' kraj. Komplemementarni lanci u DNA molekuli povezani su na način da je 5' kraj jednog lanca povezan uz 3' kraj njemu komplementarnog lanca.
Molekula RNA razlikuje se u tome što je građena od samo jednog nukleotidnog lanca. Uracil se može komplementarno spariti s adeninom (A-U).
Gen je dio molekule DNA koji nosi uputu za pojedini protein.
Eksoni su nizovi nukleotida koji sadrže informaciju koja se može prevesti u niz aminokiselina odnosno polipeptid. Suprotno tome, introni su dijelovi gena koji se ne prevode u protein.

## Transkripcija
Tijekom transkripcije, dio DNA (gen) koji kodira protein, kopira se na molekulu mRNA. Transkripciju iz DNA u mRNA vrše enzimi RNA polimeraze u staničnoj jezgri. U prokariotskim stanicama ovaj se proces odvija u citoplazmi.
Postupak započinje nakon što enzim helikaza prekine vodikove veze između komplementarnih nukleotida u genu. Time se efektivno dio DNA privremeno raspliće u dva komplementarna lanca koja više nisu međusobno povezana.
Transkripcija započinje nakon što se enzim RNA polimeraze veže na promotorsko mjesto. Lanac koji se prepisuje uvijek je orijentiran u smjeru 3' -> 5', a naziva se lanac kalup, (-) lanac, nekodirajuća DNA ili transkribirajuća DNA, dok se drugi lanac naziva (+) lanac, kodirajuća DNA ili netranskribirajuća DNA. RNA polimeraza čita nukleotide u lancu i sintetizira lanac pre-mRNA (20 nukleotida po sekundi). Komplementarni lanci (koje je helikaza rasplela) iza polimeraze obnavljaju vodikove veze i ponovno se spajaju na način da je najviše 12 nukleotida raspleteno odjednom. Transkripcija završava nakon što RNA polimeraza naiđe na STOP kodon u kalup lancu.
Prekursorska-mRNA (pre-mRNA) koja nastaje postupkom transkripcije komplementarna je lancu kalupu (na mjestu adenina u kalup-lancu, na mRNA stajat će uracil, i slično).

### Prilagodbe nakon transkripcije
Molekula pre-mRNA koja nastaje transkripcijom (primarni transkript) treba proći tri koraka prilagodbe kako bi postala mRNA:
- na 5' kraj novostvorene molekule dodaje se 7-metilgvanozinska kapa (5' kapa) koja sadrži modificirani guanin. Dodavanje kape je reakcija koju omogućavaju tri enzima: jedan pomiče jedan fosfat s 5' nastajuće RNA, jedan dodaje GMP u obrnutom smjeru, a treći dodaje metilnu skupinu na G bazu i na ribazu jednog ili dva nukleotida na 5' kraj RNA lanca. Zato što se sva tri enzima vežu za fosforizirani rep polimeraze II, oni mogu modificirati 5' kraj nastajućeg transkripta čim se on odvoji od polimeraze.
- na 3' kraj dodaje se poli-A-rep (poli-A kapa) reakcijom poliadenacije (obično se dodaje 100-200 adeninskih baza).
- iz molekule se pomoću spliceosoma uklanjaju introni (nekodirajući dijelovi molekule), a krajevi eksona se povezuju
mRNA molekula se zatim prenosi u citoplazmu stanice. Dolaskom do ribosoma započinje sljedeći korak.

## Translacija
Tijekom translacije, ribosomi iz mRNA sintetiziraju polipeptidni lanac.
Ribosom se vezuje za mRNA na mjestu START kodona (AUG) u smjeru 5'->3' i time počinje translacija. 
Niz nukleotida na mRNA čita se u tripletima, odn. slijed od tri nukleotida (kodon) nosi informaciju o jednoj aminokiselini. Ribosom sadrži mnoštvo tRNA (transport RNA) molekula. Svaka tRNA ima na sebi slijed od tri nukleotida (antikodon) i nosi molekulu odgovarajuće aminokiseline. Ribosom čita jedan po jedan triplet, na svaki triplet se veže tRNA s odgovarajućim antikodonom. tRNA otpušta aminoskiselinu koju nosi, koju ribosom zatim veže uz prijašnju aminokiselinu pomoću enzima peptidil transferaze koji katalizira stvaranje kovalentnih veza između dvaju aminokiselina, čime se tvori polipeptidni lanac.
Npr. za slučaj START kodona (AUG), tRNA s komplementarnim slijedom nukleotida (UAC; nosi aminokiselinu metionin) veže se za mRNA. Ribosom zatim prelazi na idući kodon i veže iduću aminokiselinu iz odgovarajuće tRNA u lanac. Prelaskom na treći kodon prva se tRNA otpušta iz ribosoma, a nova se aminokiselina veže za rastući lanac (brzinom od oko 15 aminokiselina po sekundi).
Iza prvog ribosoma, još do 50 drugih ribosoma (zajedno tvore polisom ili ergosom) može istovremeno sintetizirati polipeptidni lanac iz iste molekule mRNA.
Proces translacije staje kad ribosom dođe do STOP-kodona (UAA, UAG ili UGA).
Popis RNA kodona i antikodona dan je niže:
| Biokemijska svojstva aminokiselina | Nepolarna | Polarna | Bazična | Kisela ↓ |  | Kraj: stop kodon |

### Standardna tablica RNA kodona
| Prvi nukleotid | Drugi nukleotid | Drugi nukleotid     | Drugi nukleotid | Drugi nukleotid | Drugi nukleotid | Drugi nukleotid                 | Drugi nukleotid | Drugi nukleotid   | Treći nukleotid |
| Prvi nukleotid | U               | U                   | C               | C               | A               | A                               | G               | G                 | Treći nukleotid |
| -------------- | --------------- | ------------------- | --------------- | --------------- | --------------- | ------------------------------- | --------------- | ----------------- | --------------- |
| U              | UUU             | (Phe/F) Fenilalanin | UCU             | (Ser/S) Serin   | UAU             | (Tyr/Y) Tirozin                 | UGU             | (Cys/C) Cistein   | U               |
| U              | UUC             | (Phe/F) Fenilalanin | UCC             | (Ser/S) Serin   | UAC             | (Tyr/Y) Tirozin                 | UGC             | (Cys/C) Cistein   | C               |
| U              | UUA             | (Leu/L) Leucin      | UCA             | (Ser/S) Serin   | UAA             | Stop                            | UGA             | Stop              | A               |
| U              | UUG             | (Leu/L) Leucin      | UCG             | (Ser/S) Serin   | UAG             | Stop                            | UGG             | (Trp/W) Triptofan | G               |
| C              | CUU             | (Leu/L) Leucin      | CCU             | (Pro/P) Prolin  | CAU             | (His/H) Histidin                | CGU             | (Arg/R) Arginin   | U               |
| C              | CUC             | (Leu/L) Leucin      | CCC             | (Pro/P) Prolin  | CAC             | (His/H) Histidin                | CGC             | (Arg/R) Arginin   | C               |
| C              | CUA             | (Leu/L) Leucin      | CCA             | (Pro/P) Prolin  | CAA             | (Gln/Q) Glutamin                | CGA             | (Arg/R) Arginin   | A               |
| C              | CUG             | (Leu/L) Leucin      | CCG             | (Pro/P) Prolin  | CAG             | (Gln/Q) Glutamin                | CGG             | (Arg/R) Arginin   | G               |
| A              | AUU             | (Ile/I) Izoleucin   | ACU             | (Thr/T) Treonin | AAU             | (Asn/N) Asparagin               | AGU             | (Ser/S) Serin     | U               |
| A              | AUC             | (Ile/I) Izoleucin   | ACC             | (Thr/T) Treonin | AAC             | (Asn/N) Asparagin               | AGC             | (Ser/S) Serin     | C               |
| A              | AUA             | (Ile/I) Izoleucin   | ACA             | (Thr/T) Treonin | AAA             | (Lys/K) Lizin                   | AGA             | (Arg/R) Arginin   | A               |
| A              | AUG             | (Met/M) Metionin    | ACG             | (Thr/T) Treonin | AAG             | (Lys/K) Lizin                   | AGG             | (Arg/R) Arginin   | G               |
| G              | GUU             | (Val/V) Valin       | GCU             | (Ala/A) Alanin  | GAU             | (Asp/D) Asparaginska kiselina ↓ | GGU             | (Gly/G) Glicin    | U               |
| G              | GUC             | (Val/V) Valin       | GCC             | (Ala/A) Alanin  | GAC             | (Asp/D) Asparaginska kiselina ↓ | GGC             | (Gly/G) Glicin    | C               |
| G              | GUA             | (Val/V) Valin       | GCA             | (Ala/A) Alanin  | GAA             | (Glu/E) Glutaminska kiselina ↓  | GGA             | (Gly/G) Glicin    | A               |
| G              | GUG             | (Val/V) Valin       | GCG             | (Ala/A) Alanin  | GAG             | (Glu/E) Glutaminska kiselina ↓  | GGG             | (Gly/G) Glicin    | G               |

### Inverzna tablica RNA kodona
| Aminokiselina  | DNA kodoni                   | Skraćeno               |        | Aminokiselina                | DNA kodoni             | Skraćeno |
| Ala, A         | GCU, GCC, GCA, GCG           | GCN                    | Ile, I | AUU, AUC, AUA                | AUH                    |          |
| Arg, R         | CGU, CGC, CGA, CGG; AGA, AGG | CGN, AGR; ili CGY, MGR | Leu, L | CUU, CUC, CUA, CUG; UUA, UUG | CUN, UUR; ili CUY, YUR |          |
| Asn, N         | AAU, AAC                     | AAY                    | Lys, K | AAA, AAG                     | AAR                    |          |
| Asp, D         | GAU, GAC                     | GAY                    | Met, M | AUG                          | AUG                    |          |
| Asn ili Asp, B | AAU, AAC; GAU, GAC           | RAY                    | Phe, F | UUU, UUC                     | UUY                    |          |
| Cys, C         | UGU, UGC                     | UGY                    | Pro, P | CCU, CCC, CCA, CCG           | CCN                    |          |
| Gln, Q         | CAA, CAG                     | CAR                    | Ser, S | UCU, UCC, UCA, UCG; AGU, AGC | UCN, AGY               |          |
| Glu, E         | GAA, GAG                     | GAR                    | Thr, T | ACU, ACC, ACA, ACG           | ACN                    |          |
| Gln ili Glu, Z | CAA, CAG; GAA, GAG           | SAR                    | Trp, W | UGG                          | UGG                    |          |
| Gly, G         | GGU, GGC, GGA, GGG           | GGN                    | Tyr, Y | UAU, UAC                     | UAY                    |          |
| His, H         | CAU, CAC                     | CAY                    | Val, V | GUU, GUC, GUA, GUG           | GUN                    |          |
| START          | AUG                          | AUG                    | STOP   | UAA, UGA, UAG                | URA, UAR               |          |